# Jiufeng-Erdbebenstation
Die Jiufeng-Erdbebenstation (Jiufeng dizhentai 鹫峰地震台 bzw. Beijing Xishan Jiufeng dizhentai 北京西山鹫峰地震台) ist eine 1930 in den Pekinger Westbergen (Xi Shan 西山) von dem Seismologen Li Shanbang (李善邦) und dem Geophysiker Qin Xinling (秦馨菱) errichtete Erdbebenstation. Es handelte sich um die erste moderne chinesische Erdbebenstation. Das Gebäude liegt im Süden des Xiufeng-Tempels (Xiufeng si 秀峰寺) im Staatlichen Jiufeng-Waldpark (Jiufeng guojia senlin gongyuan 鹫峰国家森林公园).